# ヴィルヘルム3世 (バイエルン公)
ヴィルヘルム3世（Wilhelm III., 1375年 - 1435年9月12日）は、上バイエルン＝ミュンヘン公（在位：1397年 - 1435年）。バイエルン＝ミュンヘン公ヨハン2世の次男。エルンストの弟。

## 生涯
ヴィルヘルム3世はヨハン2世とゲルツ伯マインハルト6世の娘カタリーナ・フォン・ゲルツの次男としてミュンヘンで生まれた。
兄のエルンストと共同統治した。1425年、同族の下バイエルン＝シュトラウビング公ヨハン3世が死去、従兄弟ハインリヒ16世やルートヴィヒ7世と争ったが、1429年にエルンストが遺領の一部を相続し、ヴィルヘルム3世もその内の一部を獲得した。
フス派に対し神聖ローマ皇帝ジギスムントを支持し、その後継者と目されたが、1435年に死去した。

## 結婚と子女
クレーフェ公アドルフ1世の娘マルガレーテと結婚、以下の子女をもうけたが、いずれも早世した。
- アドルフ[注釈 1]（1434年 - 1441年） - 早世
- ヴィルヘルム（1435年） - 生まれた年に夭折